# Schumannresonantie
Schumannresonanties zijn pieken in het ELF-deel van het elektromagnetisch spectrum, die in de aardatmosfeer voorkomen. Ze zijn in 1952 door Winfried Otto Schumann voorspeld en in de jaren 60 aangetoond.
In de pseudowetenschap wordt verondersteld dat Schumannresonanties invloed uitoefenen op levende organismes, in het bijzonder op hersengolven. Hier is echter geen wetenschappelijk bewijs voor en berust allemaal op het onderzoek van één wetenschapper Michael Persinger.

## Verklaring
De voornaamste bron van schumannresonanties zijn bliksems wereldwijd. Gemiddeld zijn er per seconde 50 bliksemontladingen. De elektrische stroom van iedere ontlading veroorzaakt een puls van elektromagnetische straling. Deze pulsen planten zich vervolgens voort door de atmosfeer. Doordat de ionosfeer de pulsen reflecteert naar het aardoppervlak, en het aardoppervlak ze op zijn beurt weerkaatst richting de ionosfeer, blijven de pulsen gevangen in de atmosfeer. Hierdoor blijven de golven, met een frequentie van ruim 7 keer per seconde (lichtsnelheid / omtrek), rond de aarde reizen.

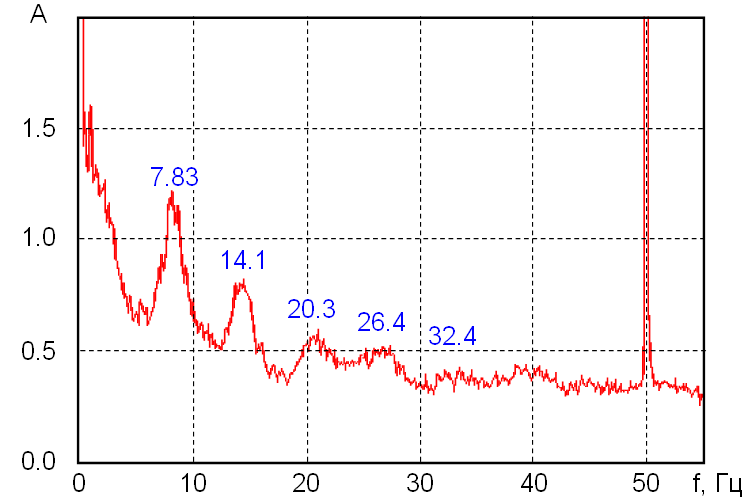
Het spectrum van een meting van de ELF-band. De pieken zijn schumannresonanties.
(De piek op 50 Hz wordt veroorzaakt door elektriciteitsnetten)

De atmosfeer fungeert hierbij als een holle ruimte, waarin resonanties ontstaan als gevolg van staande golven. De golflengte van de laagste staande golf is gelijk aan de omtrek van de aarde. Vooral frequenties van gemiddeld 7,83 Hz worden versterkt, maar ook 14,3 Hz, 20,8 Hz, 27,3 Hz en 33,8 Hz. Deze waarden kunnen als gevolg van wisselende omstandigheden in de atmosfeer, licht fluctueren.
De amplitude van het magnetisch veld van deze resonanties is in de orde van grootte van 1 picotesla, ruim tien miljoen maal zo zwak als die van het aardmagnetisch veld. De amplitude van het elektrisch veld ervan bedraagt 0,3 mV/m.